# Cirkus Chr. Miehe
Cirkus Chr. Miehe var en i 1942 dansk omrejsende cirkus. En søn fra Miehe-familien, Christian Miehe (1893-1943) drev gennem årene forskellige cirkus, til tider alene og til andre tider i kompagniskab med andre. I 1942 var han reelt stråmand for en datter i Bruun-familien, Isabella Bruun (1893-1995), gift med Carl Frede Rudolf Hansen (1905-1980), da Christian Miehe i modsætning til Isaballa Bruun havde en cirkusbevilling og derfor kunne nøjes med, at betale 20 procent forlystelsesskat (også kaldt forlystelsesafgift, en skat til staten af entréindtægter ved forestillinger i biografer, teatre og lignende, skatten blev afskaffet i 1964). Forretningen gik godt i 1942, men "der blev snakket i krogene", så Christian Miehes cirkusbevilling blev inddraget.